# DesOrient
DesOrient – polski zespół muzyczny grający muzykę etniczną i filmową.
Zespół powstał w 1998 roku grając muzykę Michała Lorenca do filmu Janusza Majewskiego Złoto dezerterów. Od tej pory wykonuje wiele kompozycji tego kompozytora, często dla tego zespołu pisanych.
Zespół współpracował również z Jackiem Kleyffem i nagrał jego piosenki w aranżacji Michała Lorenca.
Muzycy grają na wielu oryginalnych instrumentach z różnych części świata: na fletach, bębnach i różnych instrumentach strunowych, cymbałach. Czerpią z muzyki ludowej różnych kultur, grając utwory bałkańskie, żydowskie, ukraińskie, arabskie i latynoamerykańskie. Poszczególni muzycy grali wcześniej w zespołach takich jak Varsovia Manta, Open Folk czy Zespół Polski.

## Skład zespołu
- Małgorzata Szarlik – skrzypce
- Marta Maślanka – cymbały, santur
- Klaudiusz Baran – akordeon
- Bogdan Kupisiewicz – gitara
- Mariusz Puchłowski  – flety
- Robert Siwak – instr. perkusyjne
- Michał Woźniak – kontrabas

## Filmografia
- 1998  Złoto dezerterów, reż. Janusz Majewski, wykonanie muzyki (kompozycje Michała Lorenca)[1]
- 2000  Daleko od okna, reż. Jan Jakub Kolski, wykonanie muzyki (kompozycje Michała Lorenca)
- 2001  Where Eskimos Live, reż. Tomasz Wiszniewski, wykonanie muzyki (kompozycje Michała Lorenca)
- 2001  Quo Vadis, reż. Jerzy Kawalerowicz, wykonanie muzyki (kompozycje Jan A.P. Kaczmarek)
- 2001  Przedwiośnie, reż. Filip Bajon, wykonanie muzyki (kompozycje Michała Lorenca)
- 2001  Edges Of The Lord, reż. Yurek Bogayevicz, wykonanie muzyki (kompozycje Jan A.P. Kaczmarek)
- 2002  Quo Vadis (serial tv), reż. Jerzy Kawalerowicz, wykonanie muzyki (kompozycje Jan A.P. Kaczmarek)
- 2002  Przedwiośnie (serial tv), reż. Filip Bajon, wykonanie muzyki (kompozycje Michała Lorenca)
- 2005  Fale. Wyjazd, reż. Maciej Pisarek, wykonanie muzyki (kompozycje Michała Lorenca)
- 2006  Statyści, reż. Michał Kwieciński,  wykonanie muzyki (kompozycje Michała Lorenca)
- 2006  Fundacja, reż. Filip Bajon, wykonanie muzyki (kompozycje Michała Lorenca)
- 2008  Cztery noce z Anną, reż. Jerzy Skolimowski, wykonanie muzyki (kompozycje Michała Lorenca)
- 2010  Śluby panieńskie, reż. Filip Bajon,  wykonanie muzyki (kompozycje Michała Lorenca)
- 2011  W imieniu diabła, reż. Barbara Sass, wykonanie muzyki (kompozycje Michała Lorenca)
- 2011  Czarny czwartek. Janek Wiśniewski padł, reż. Antoni Krauze, wykonanie muzyki (kompozycje Michała Lorenca)
- 2016  Zerwany kłos, reż. Witold Ludwig, wykonanie muzyki (kompozycje Krzysztof Aleksander Janczak)

## Dyskografia
- Muzyka Michała Lorenca do filmu „Śluby Panieńskie” w reż. F. Bajona, wytw. Polskie Radio SA
- Michał Lorenc – Muzyka filmowa '08, wytw. Fonografika 2008